# Télégonie (hérédité)
Pour les articles homonymes, voir Télégonie et Imprégnation.
La télégonie (du grec τηλέ / têlé, « loin, à distance », et γονος / gonos, « naissance » ; voir Télégonos) est une hypothèse pré-mendélienne aujourd'hui abandonnée des sciences de l'hérédité. On parle également d'« imprégnation du père ».
Elle suppose l'existence d'une influence durable des caractéristiques du premier mâle sur tous les descendants ultérieurs d'une femelle, même ceux issus d'autres mâles. Elle fut longtemps considérée comme une vérité d'expérience, en particulier dans l'espèce chevaline, avant d'être réfutée en 1902 par les travaux de Mlle Barthelet, puis définitivement abandonnée dans les années 1930.